# Weekh Zalmian
Wíṣ Zalmiyān/Weekh Zalmyan (Pashto: ويښ زلميان nghĩa là Tuổi trẻ thức tỉnh) là một phong trào thanh niên bắt đầu vào năm 1947 ở Kandahar. Phong trào tập trung vào một chương trình hiện đại hóa theo chủ nghĩa dân tộc Afghanistan. Sau một thời kỳ ngắn ngủi theo đuổi trào lưu tự do hóa do Thủ tướng Shah Mahmud Khan khuyến khích, phong trào này bị giải thể trong một cuộc đàn áp của chính phủ Afghanistan từ năm 1951 đến năm 1952. Vụ trấn áp thẳng tay theo lời mô tả là một yếu tố góp phần vào quá trình cực đoan hóa của nhiều nhà lãnh đạo sau này thành lập nên Đảng Dân chủ Nhân dân Afghanistan. Noor Mohammad Tarakai tuyên bố ông mới chính là người sáng lập Weekh Zalmyan, ngay cả Babrak Karmal và Hafizullah Amin còn cho biết họ từng tham gia vào phong trào này.